# Ostrohe
Ostrohe er en by og kommune i det nordlige Tyskland, beliggende i Amt Kirchspielslandgemeinde Heider Umland i den centrale del af Kreis Dithmarschen. Kreis Dithmarschen ligger i den sydvestlige del af delstaten Slesvig-Holsten.

## Geografi
Et fremherskende landskabselement i Ostrohe er den degenererede lavmose Osterohe-Suderholmer Moor. Ud over Ostrohe ligger i kommunen Grundhof og Kringelkrug.

### Nabokommuner
Nabokommuner er (med uret fra nordøst) kommunerne Norderheistedt og Süderheistedt, byen Heide og kommunen Weddingstedt (alle i Kreis Dithmarschen).